# 三日市町駅
三日市町駅（みっかいちちょうえき）は、大阪府河内長野市にある、南海電気鉄道高野線の駅。駅番号はNK70。

## 概要
快速急行以下の種別が停車する。特急りんかんの一部が当駅に臨時停車したことがある。2005年10月16日のダイヤ改正以降は下り区間急行の多くが当駅を終着とするが、上り各駅停車として折り返す列車もあるため、当駅を始発とする上り区間急行は少なくなっている。また、高野線での準急発着駅としては最南端である。
河内長野市のニュータウンのターミナル駅であると同時に、河内長野駅と同じ高野街道（三日市宿）の最寄駅で観光地奥河内の玄関口でもある。
1973年に駅舎が橋上化された後も長らく旧態依然とした設備であったが、国土交通省の鉄道駅総合改善事業として事業主体となる三日市町駅整備株式会社を設立しリニューアル工事を行い、2007年には設備的にも外見・周辺環境の面からも改善・拡張され、この地域を支える駅の一つとなった。

## 歴史
1914年（大正3年）の開業時より三日市町駅だが、所在地は当時、南河内郡三日市村だった。「町」を付けた経緯は不明であるが、1910年（明治43年）開業の北陸本線三日市駅（現・黒部駅）への配慮や、高野街道の宿場町であったことなどが考えられる。ちなみに三日市駅（現・黒部駅）の所在地は当時、下新川郡三日市町だった。

### 年表
- 1914年（大正3年）10月21日：高野登山鉄道が長野駅（現・河内長野駅）から延伸した際の終着駅として開業[1]。
- 1915年（大正4年）
  - 3月11日：当駅から橋本駅まで路線延伸[1]。途中駅となる。
  - 4月30日：社名変更により大阪高野鉄道の駅となる[2]。
- 1922年（大正11年）9月6日：会社合併により南海鉄道の駅となる[3]。
- 1944年（昭和19年）6月1日：会社合併により近畿日本鉄道の駅となる[4]。
- 1947年（昭和22年）6月1日：路線譲渡により南海電気鉄道の駅となる[5]。
- 1973年（昭和48年）
  - 3月3日：相対式の新ホーム建設のため、千早口[注 1]方の仮設ホームへ移転[6]。
  - 8月5日：橋上駅舎が完成。従来の島式ホームから相対式ホームとなる[6][7]。
- 1974年（昭和49年）3月24日：河内長野駅から当駅までが複線化される[8]。同時に千早口方に引き上げ線が設置される[6]。
- 1984年（昭和59年）3月11日：ダイヤ改正により、難波からの20m級の大型車が当駅より南への乗り入れを開始。
- 1995年（平成7年）9月1日：ダイヤ改正により、当駅で行われていたズームカーの増解結が主に橋本駅で行われるようになる。
- 2005年（平成17年）7月：駅前ビルフォレスト三日市が完成し、ペデストリアンデッキで駅舎とつながる。
- 2006年（平成18年）
  - 9月1日：上下ホームの行先種別表示機が従来のフラップ式からフルカラーLED式に交換[注 2]。
  - 9月6日：従来の東西の自由通路と改札口が閉鎖され、南側に新しい2階改札口が営業を開始。
- 2007年（平成19年）
  - 2月15日：エスカレーター、エレベーターの一般利用開始。同時に旅客案内サイン類を更新。
  - 3月31日：駅西側に新しいバスターミナルが完成し、1階西側改札口が新設され営業を開始した。これにより駅前再開発が完了。
  - 10月3日：踏切を廃止して進めていた高野山駅側へのホームの延伸工事が終了。
- 2012年（平成24年）4月1日：駅ナンバリングが導入され、使用を開始[9][10]。
- 2013年（平成25年）12月18日 - 12月25日：平日夜の下り「特急りんかん」の一部が臨時停車[11]。

## 駅構造
以前の三日市町駅は、1面2線の島式ホームで、北西側に駅舎があった。1972（昭和47）年～1974（昭和49）年に実施された河内長野～三日市町間の複線化に合わせて、三日市町駅は南側（橋本方面）にいったん仮設ホームが建設され、旧ホームを撤去した上で、相対式2面2線の現ホームと橋上駅舎、南側のY線型の半地下式折返し電留線が1本などが建設された。
現在のホーム有効長は8両である。1995年まで、林間田園都市駅を越えて、橋本～高野山方面を6両編成以上の列車は当駅で車両増減を行い、当駅以南は4両編成で運転していた。その後、橋本駅に変更時にズームカー・急行10両運転も開始したが、当駅では増結作業を実施せず、次の河内長野駅4番のりばで行うことになった。（2003年に廃止）
改札口は駅舎2階と1階の2ヶ所あり、2階改札口には窓口があり、改札機5台（うちICカード専用1台）と券売機2台、精算機1台で、チャージ機は設置されていない。1階改札口は2番線と直接出入りする構造で、駅員が配置されておらず、券売機も1台のみのため乗車駅証明書発行機があり、改札機はICカード対応の2台が設置されている。改札内にエスカレーター・エレベーターがそれぞれ2基、改札外にエレベーター1基が設置されている。

### のりば
| のりば | 路線   | 方向 | 行先       |
| ------ | ------ | ---- | ---------- |
| 1      | 高野線 | 下り | 高野山方面 |
| 2      | 高野線 | 上り | なんば方面 |

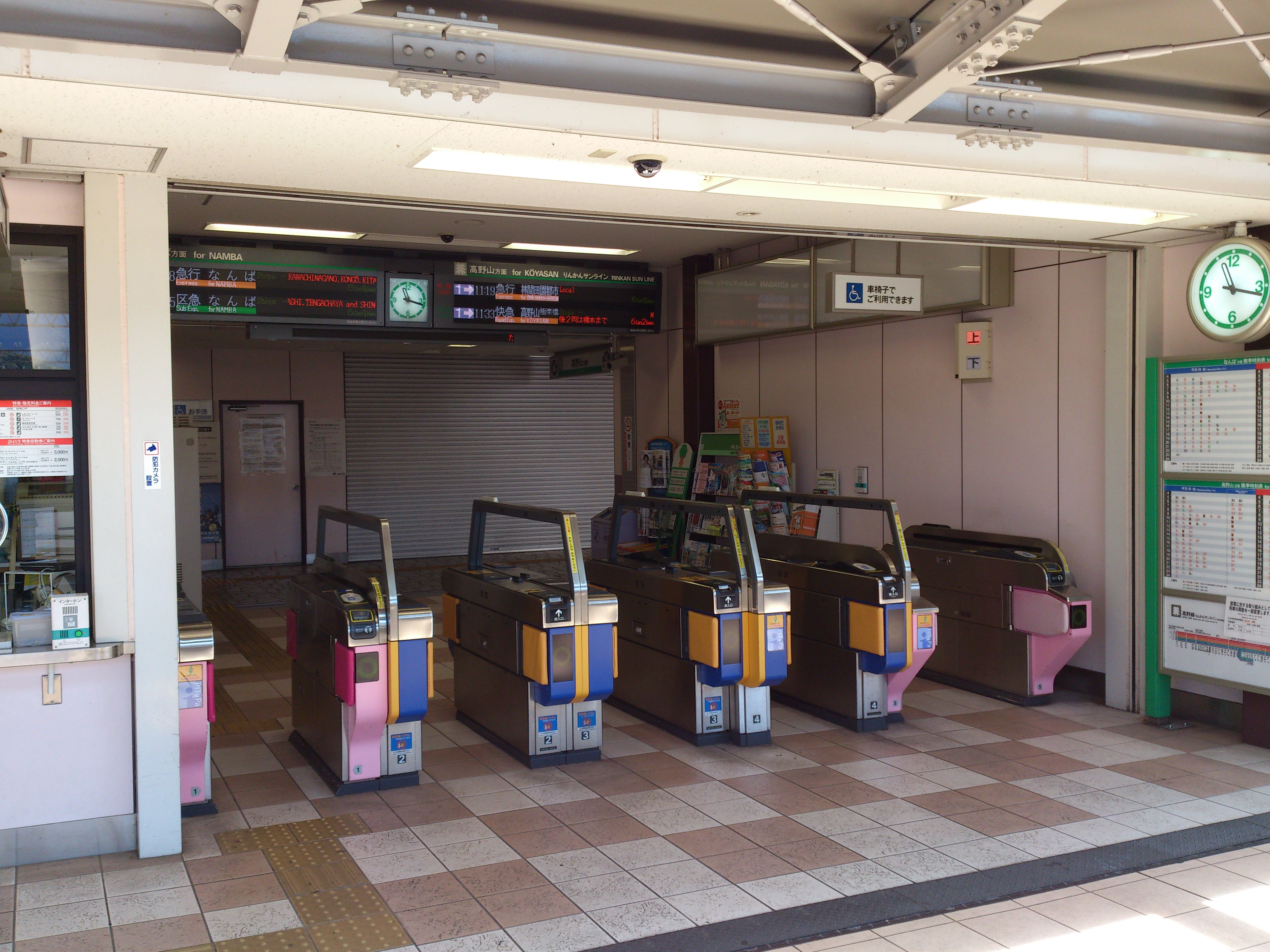
2階改札口
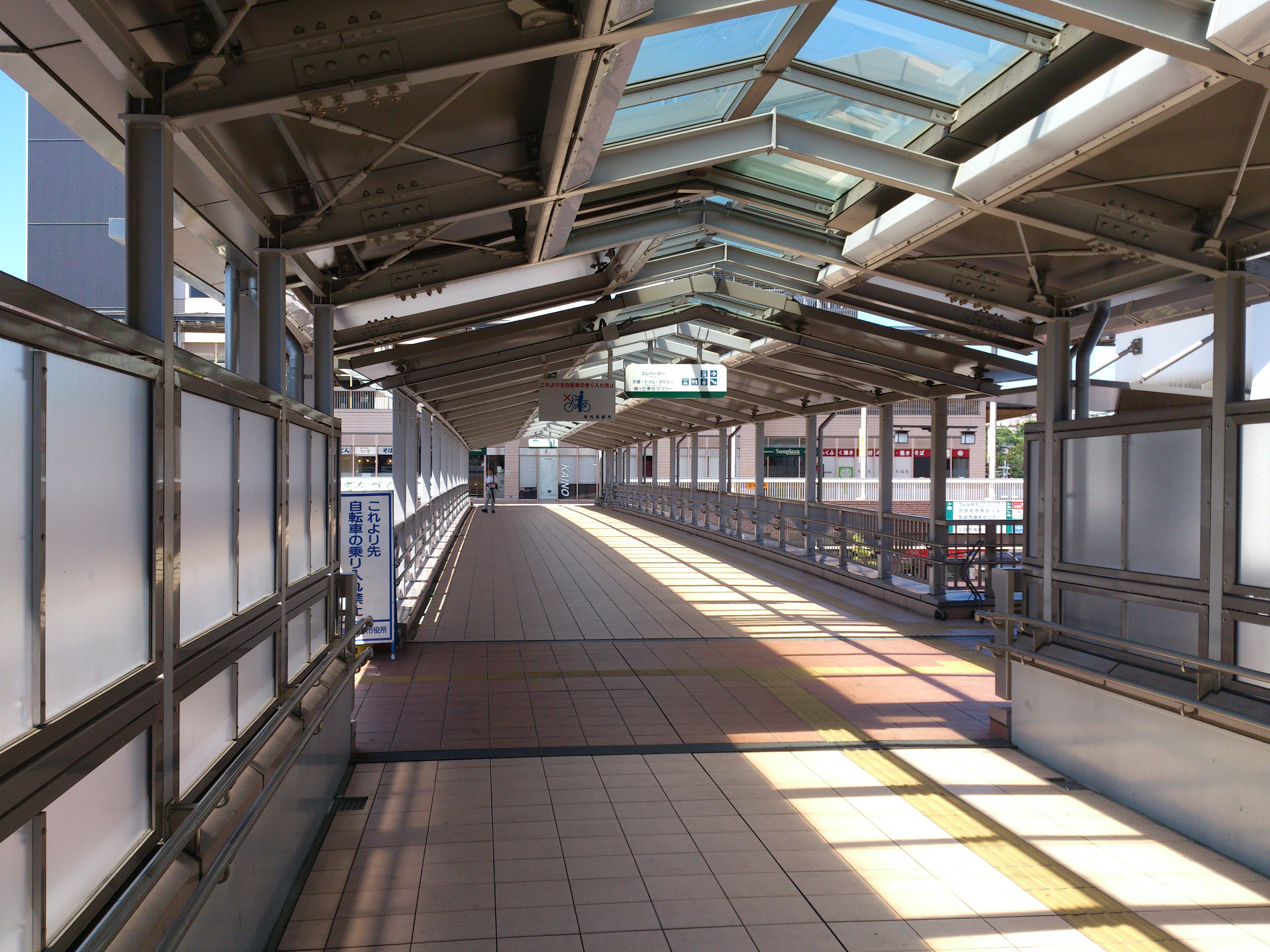
東西連絡通路
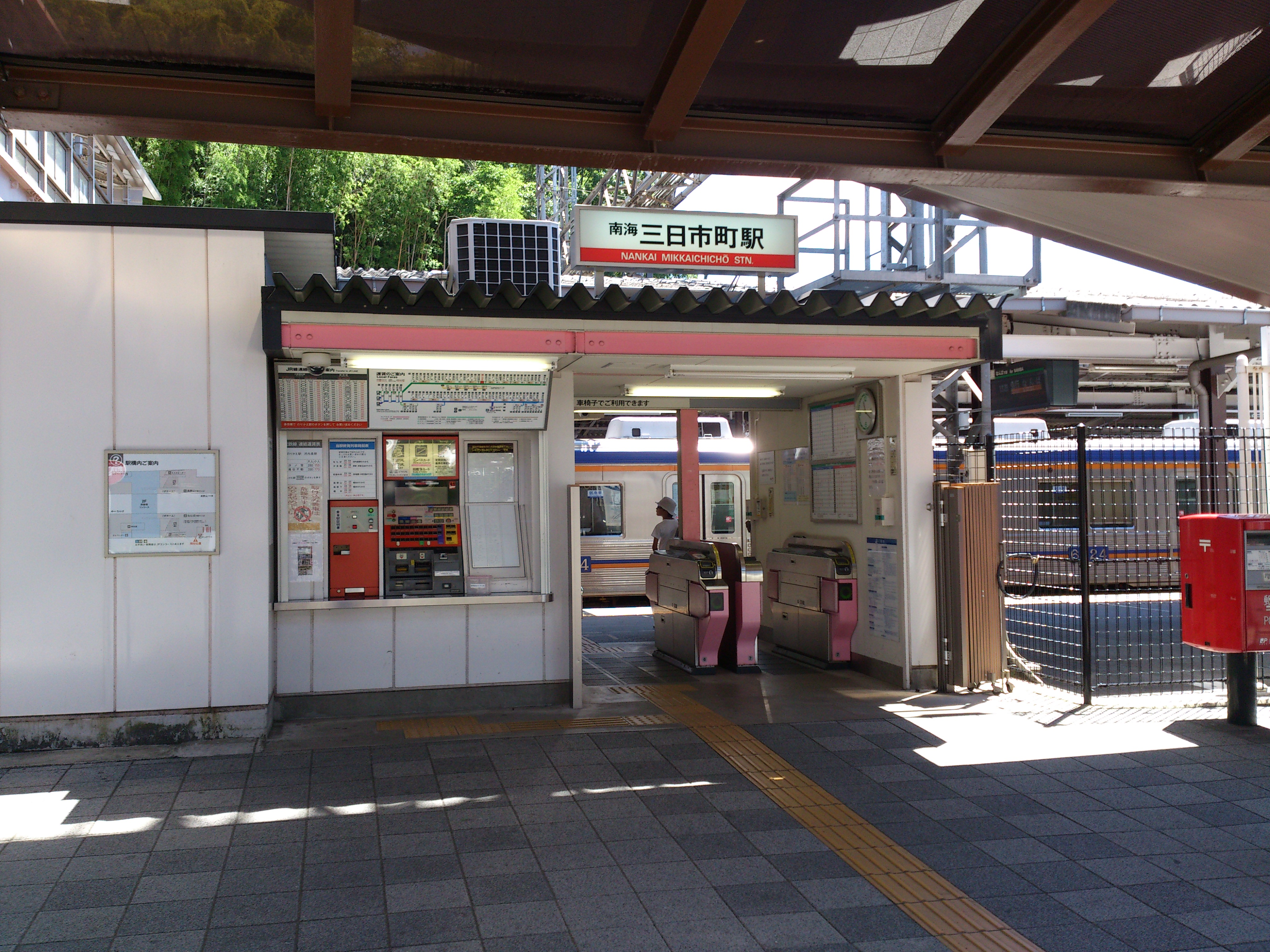
1階改札口
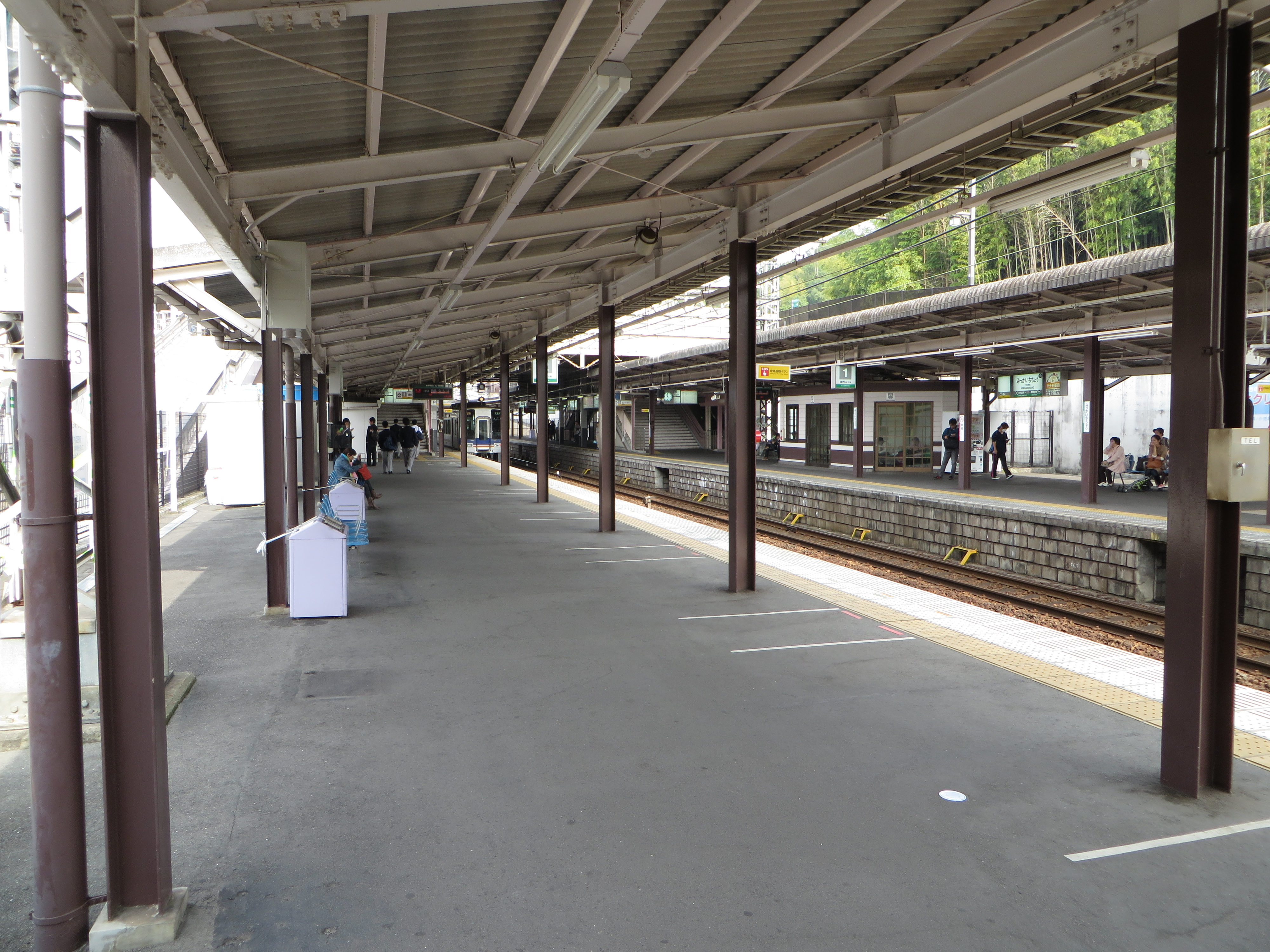
プラットホーム

## 利用状況
2023年（令和5年）度の1日平均乗降人員は12,166人で、南海の駅（100駅）では22位である。
各年度の1日平均利用状況は下表の通り。
| 年次               | 乗降人員 | 増減率 | 順位 | 出典       |
| ------------------ | -------- | ------ | ---- | ---------- |
| 2013年（平成25年） | 16,922   | -1.2%  | 19位 | [ 南海 1 ] |
| 2014年（平成26年） | 16,013   | -5.4%  | 19位 | [ 南海 1 ] |
| 2015年（平成27年） | 15,710   | -1.9%  | 19位 | [ 南海 1 ] |
| 2016年（平成28年） | 15,300   | -2.6%  | 19位 | [ 南海 2 ] |
| 2017年（平成29年） | 15,049   | -1.6%  | 19位 | [ 南海 3 ] |
| 2018年（平成30年） | 14,668   | -2.5%  | 20位 | [ 南海 4 ] |
| 2019年（令和元年） | 14,443   | -1.5%  | 21位 | [ 南海 5 ] |
| 2020年（令和02年） | 11,447   | -20.7% | 20位 | [ 南海 6 ] |
| 2021年（令和03年） | 11,176   | -2.4%  | 20位 | [ 南海 7 ] |
| 2022年（令和04年） | 11,814   | 5.7%   | 21位 | [ 南海 8 ] |
| 2023年（令和05年） | 12,166   | 3.0%   | 22位 | [ 南海 9 ] |

### 各年次利用状況
大阪府統計年鑑によると、各年次の1日平均利用状況は下表の通り。
| 年次               | 乗車人員 | 降車人員 | 乗降人員 | 出典          |
| ------------------ | -------- | -------- | -------- | ------------- |
| 1990年（平成02年） | 12,960   | 12,440   | 25,400   | [ 大阪府 1 ]  |
| 1991年（平成03年） | 13,361   | 12,834   | 26,195   | [ 大阪府 2 ]  |
| 1992年（平成04年） | 13,406   | 12,807   | 26,213   | [ 大阪府 3 ]  |
| 1993年（平成05年） | 13,439   | 12,763   | 26,202   | [ 大阪府 4 ]  |
| 1994年（平成06年） | 13,374   | 12,659   | 26,033   | [ 大阪府 5 ]  |
| 1995年（平成07年） | 13,392   | 12,740   | 26,132   | [ 大阪府 6 ]  |
| 1996年（平成08年） | 13,182   | 12,477   | 25,659   | [ 大阪府 7 ]  |
| 1997年（平成09年） | 12,700   | 12,075   | 24,775   | [ 大阪府 8 ]  |
| 1998年（平成10年） | 12,518   | 11,800   | 24,318   | [ 大阪府 9 ]  |
| 1999年（平成11年） | 12,067   | 11,292   | 23,359   | [ 大阪府 10 ] |
| 2000年（平成12年） | 11,664   | 10,938   | 22,602   | [ 大阪府 11 ] |
| 2001年（平成13年） | 11,308   | 10,599   | 21,907   | [ 大阪府 12 ] |
| 2002年（平成14年） | 11,064   | 10,374   | 21,438   | [ 大阪府 13 ] |
| 2003年（平成15年） | 10,892   | 10,234   | 21,126   | [ 大阪府 14 ] |
| 2004年（平成16年） | 10,554   | 9,905    | 20,459   | [ 大阪府 15 ] |
| 2005年（平成17年） | 10,342   | 9,666    | 20,008   | [ 大阪府 16 ] |
| 2006年（平成18年） | 10,076   | 9,459    | 19,535   | [ 大阪府 17 ] |
| 2007年（平成19年） | 10,071   | 9,481    | 19,552   | [ 大阪府 18 ] |
| 2008年（平成20年） | 9,866    | 9,326    | 19,192   | [ 大阪府 19 ] |
| 2009年（平成21年） | 9,501    | 8,988    | 18,489   | [ 大阪府 20 ] |
| 2010年（平成22年） | 9,245    | 8,783    | 18,028   | [ 大阪府 21 ] |
| 2011年（平成23年） | 8,986    | 8,570    | 17,556   | [ 大阪府 22 ] |
| 2012年（平成24年） | 8,756    | 8,372    | 17,128   | [ 大阪府 23 ] |
| 2013年（平成25年） | 8,691    | 8,232    | 16,923   | [ 大阪府 24 ] |
| 2014年（平成26年） | 8,178    | 7,836    | 16,014   | [ 大阪府 25 ] |
| 2015年（平成27年） | 7,995    | 7,726    | 15,721   | [ 大阪府 26 ] |
| 2016年（平成28年） | 7,784    | 7,515    | 15,299   | [ 大阪府 27 ] |
| 2017年（平成29年） | 7,651    | 7,398    | 15,049   | [ 大阪府 28 ] |
| 2018年（平成30年） | 7,408    | 7,261    | 14,669   | [ 大阪府 29 ] |
| 2019年（令和元年） | 7,258    | 7,196    | 14,454   | [ 大阪府 30 ] |
| 2020年（令和02年） | 5,740    | 5,706    | 11,446   | [ 大阪府 31 ] |
| 2021年（令和03年） | 5,605    | 5,571    | 11,176   | [ 大阪府 32 ] |
| 2022年（令和04年） | 5,962    | 5,852    | 11,814   | [ 大阪府 33 ] |

## 駅周辺
駅周辺は大規模な新興住宅地が広がっている。駅西側は再開発により駅前ビルフォレスト三日市が2階改札口とペデストリアンデッキでつながれていて、各ニュータウンへつながるバスターミナル（駅前西側交通広場）がある。また、駅東側にもバスロータリーがある。

### 商業施設
- 駅前ビルフォレスト三日市
  - 食品スーパーサンプラザ
  - 健康支援センター
  - 市民ホール
  - 乳幼児検診センター
  - 美容室アズヘアー

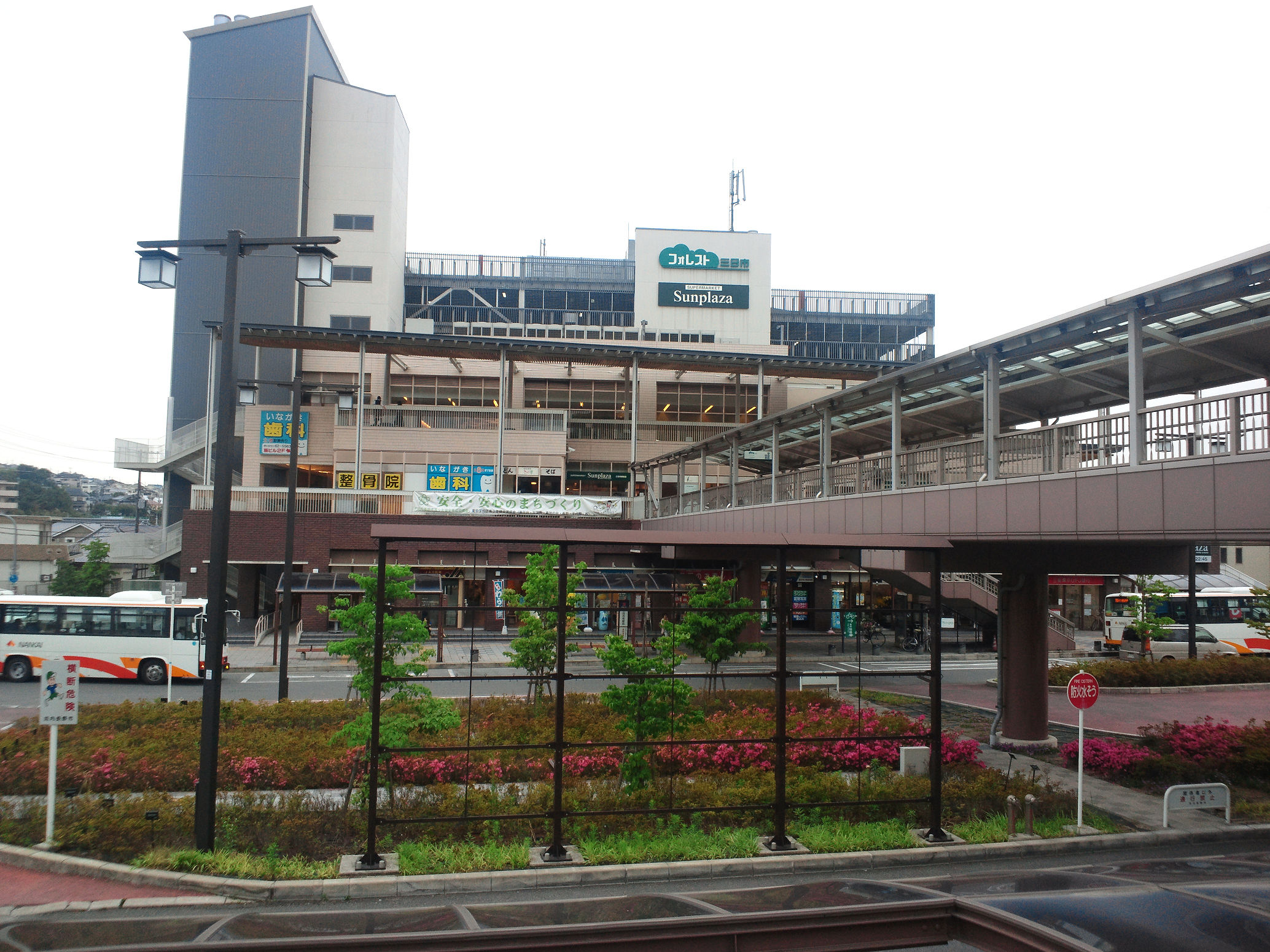
フォレスト三日市

  - 他、書店や銀行ATM・飲食店・和菓子屋などの店舗

### 金融機関
- 三日市郵便局

### 学校
- 河内長野市立東中学校
- 河内長野市立南花台中学校
- 河内長野市立加賀田中学校
- 河内長野市立三日市小学校
- 河内長野市立川上小学校
- 河内長野市立南花台小学校
- 河内長野市立加賀田小学校
- 河内長野市立石仏小学校
- 私立清教学園中学校・高等学校

### 幼稚園
- 河内長野市立三日市幼稚園

### 大規模住宅地
駅西側
- 南花台（なんかだい）
- 北青葉台（きたあおばだい）
- 南青葉台（みなみあおばだい）
- 南ケ丘（みなみがおか）
- 大矢船（おおやぶね）

駅東側
- 清見台（きよみだい）
- 日東町（にっとうちょう）
- 大師町（だいしちょう）

### 名所旧跡
- 高野街道
- 延命寺
- 烏帽子形城址
- 八木家住宅
- 旧三日市交番

## バス路線

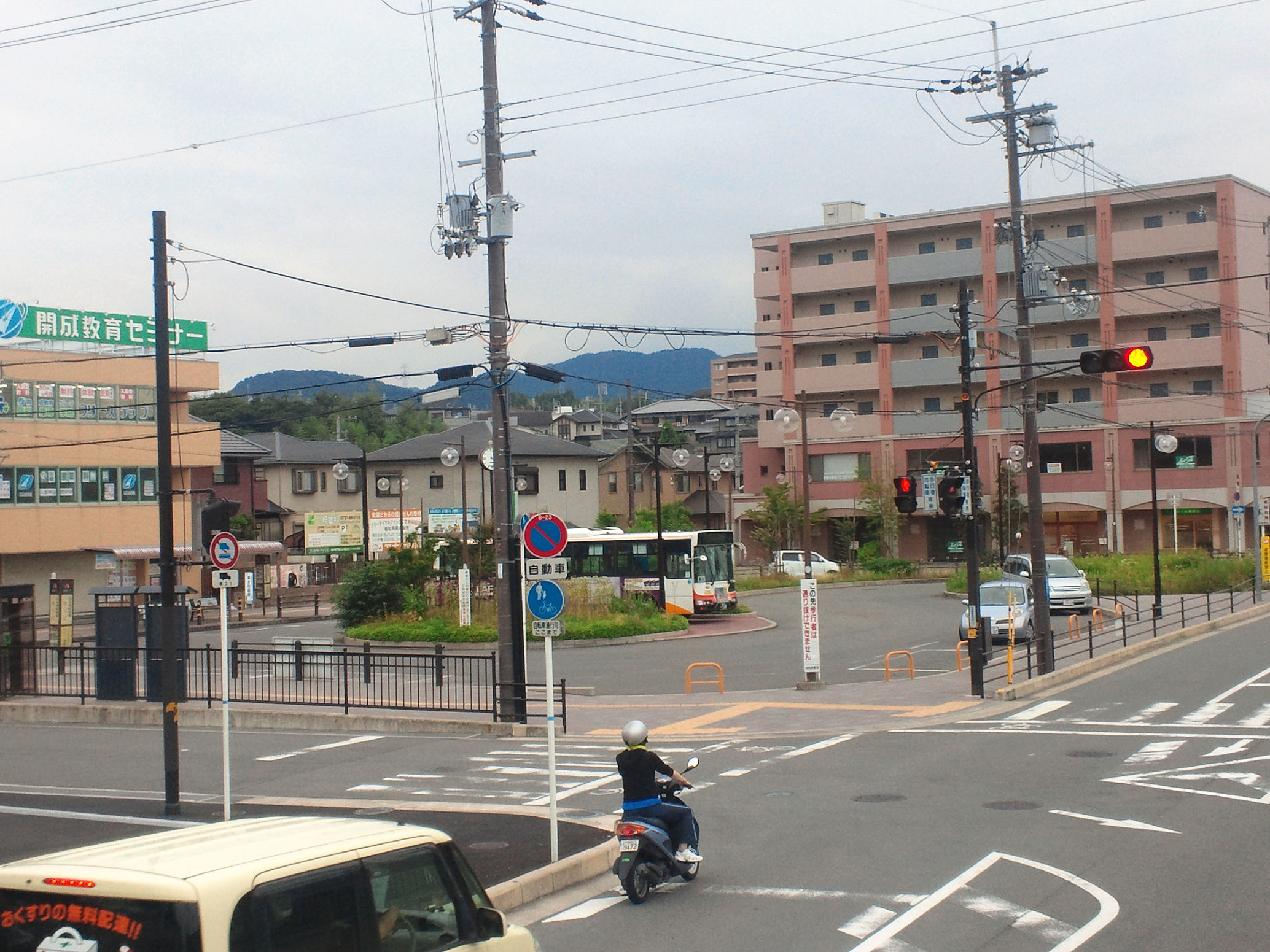
東側ロータリー

西側のバスターミナルを中心に南海バスが発着。東側のロータリーにも一部乗り入れている。全て河内長野営業所担当。停留所名は「三日市町駅前」、東側の6番のりばのみ「三日市町駅東」。
再開発前の駅周辺は古くからの宿場町であったため、大型車両の進入が困難であり駅から徒歩5分ほどのバス転回場（三日市町駅筋バス停）や旧三日市町駅前（三日市町前通り）バス停などで発着していた。2007年の再開発で駅西側に新設されたバスターミナルと従来の東ロータリーに発着点を変更し供用されるようになった。
西側の4番のりばからは河内長野市のコミュニティバスであるモックルコミュニティバスが発着し、これも南海バス河内長野営業所が委託の形で運行している。このほか深夜急行バスが西側で降車扱いのみ行うが、2025年2月現在運休中となっている。
南海バス以外の公共交通では、楠ヶ丘地域乗合タクシー「くすまる」が発着している。
| 停留所名     | のりば | 路線名               | 系統・行先                                | 備考                                     |
| ------------ | ------ | -------------------- | ----------------------------------------- | ---------------------------------------- |
| 三日市町駅前 | 0      |                      | 412・413・414・436・439系統：河内長野駅前 | 平日朝2本は前乗り運賃先払い方式          |
| 三日市町駅前 | 1      | 清見台団地線         | 434系統：清見台回り                       | 平日朝5本は前乗り運賃先払い方式          |
| 三日市町駅前 | 1      | 清見台団地線         | 434C系統：清見台一丁目                    | 平日夕方6本のみ運行                      |
| 三日市町駅前 | 2      | 南青葉台線           | 413・430・480・480C系統：南青葉台方面     | 平日はほぼ日中のみ、土休日は日中以降発着 |
| 三日市町駅前 | 2      | 加塩・南ヶ丘線       | 431系統：南ヶ丘                           | 平日は1本のみの運行。加塩経由            |
| 三日市町駅前 | 2      | 加塩・大矢船西町線   | 435系統：大矢船西町                       | 土休日1本のみ運行。加塩経由              |
| 三日市町駅前 | 2      | 岩湧線               | 412系統：神納                             | 加塩経由                                 |
| 三日市町駅前 | 3      | 岩湧線               | 436系統：神納                             | 平日夕方2本のみ運行。南花台経由          |
| 三日市町駅前 | 3      | 南花台・南ヶ丘線     | 414・432系統：南ヶ丘                      | 南花台経由                               |
| 三日市町駅前 | 3      | 南花台・南ヶ丘線     | 432C系統：南花台四丁目                    | 平日朝1本のみ運行。終点まで無停車        |
| 三日市町駅前 | 3      | 南花台・大矢船西町線 | 433・439系統：大矢船西町                  | 南花台経由                               |
| 三日市町駅前 | 3      | 加塩・南花台循環     | 437系統：右回り                           | 平日朝3本のみ運行。前乗り運賃先払い方式  |
| 三日市町駅前 | 3      | 加塩・南花台循環     | 438系統：左回り                           | 平日2本のみ運行                          |
| 三日市町駅東 | 6      | 南青葉台線           | 413・430・430C系統：南青葉台方面          | 平日の7時台と夕方以降のみ発着            |

## 隣の駅
南海電気鉄道
 高野線
■快速急行・■急行・■区間急行・■各停
河内長野駅 (NK69) - 三日市町駅 (NK70) - 美加の台駅 (NK71)
■準急（当駅 - 堺東駅間の各駅に停車）
河内長野駅 (NK69) - 三日市町駅 (NK70)

### 記事本文